# Pârlagele
Pârlagele – wieś w Rumunii, w okręgu Mehedinți, w gminie Bâlvănești. W 2011 roku liczyła 408 mieszkańców.